# Aqzjajyq FK
Aqzjajyq FK (kazakiska: Ақжайық Футбол Клубы), känd under förkortningarna Aqzjajyq FK eller bara Aqzjajyq , är en professionell fotbollsklubb i Oral i Kazakstan. Klubben spelar i den kazakiska toppdivisionen Premjer Ligasy.

## Meriter
- Premjer Ligasy
  - Mästare (0):
  - Tvåa (0):

- Birinsji Ligasy
  - Mästare (1): 2015
  - Tvåa (3): 2002, 2007, 2009

## Ligaplaceringar
| Säsong | Nivå | Liga                   | Placering | Källa | Notering                       |
| ------ | ---- | ---------------------- | --------- | ----- | ------------------------------ |
| 2019   | 2    | Birinsji Ligasy        | 3         | [ 2 ] |                                |
| 2020   | 2    | Birinsji Ligasy (2 gr) | 3         | [ 3 ] | Uppflyttad till Premjer Ligasy |
| 2021   | 1    | Premjer Ligasy         | 9         | [ 4 ] |                                |
| 2022   | 1    | Premjer Ligasy         | 14        | [ 5 ] |                                |
| 2023   | 2    | Birinsji Ligasy        | 4         | [ 6 ] |                                |
| 2024   | 2    | Birinsji Ligasy        | 11        | [ 7 ] |                                |